# Bob McAdoo
Robert Allen McAdoo jr., detto Bob (Greensboro, 25 settembre 1951), è un ex cestista e allenatore di pallacanestro statunitense, professionista nella NBA e in Italia. Dal 1995 al 2014 è stato vice allenatore dei Miami Heat.
Ha militato per 13 anni nella NBA, dove è stato eletto rookie of the year nel 1973 e MVP nel 1975. Successivamente giocò anche in Italia, dal 1986 al 1992.
Bob McAdoo è l'unico MVP della NBA a non essere stato incluso nella lista dei migliori 50 giocatori dei primi 50 anni della lega, stilata nel 1996. È stato incluso nella lista dei "Next 10" della TNT nel 2006.

## Carriera NCAA
Non essendo un ottimo studente, non riuscì a passare l'esame d'ammissione all'università di North Carolina. Si iscrisse perciò al Vincennes Junior College nello Stato dell'Indiana e di cui guidò la squadra per due anni. Nel 1971 il suo status accademico migliorò e McAdoo passò all'Università di North Carolina, proprio dove sognava di andare fin dall'inizio. Nel suo unico anno a North Carolina, i Tar Heels registrarono un bilancio record di 29 vittorie e 5 sconfitte e arrivarono alla Final Four. Nonostante una buona prestazione da parte sua, furono sconfitti in semifinale da Florida State. A fine anno fu inserito nel primo quintetto All-America dopo una stagione da 19,5 punti e 10,1 rimbalzi a partita.

## Carriera professionistica

### Gli inizi
Nell'estate del 1972 si dichiarò eleggibile per il draft, dove la neonata franchigia di Buffalo lo scelse come secondo assoluto. Nella sua prima stagione venne nominato Rookie dell'anno con medie di 18 punti e 9,1 rimbalzi, ma la sua squadra vinse solo 21 partite. L'anno seguente Bob fece svanire ogni dubbio su di sé: venne convocato all'All Star Game e vinse sia la classifica marcatori che quella della percentuale di tiro. I Braves vinsero 42 partite e giunsero per la prima volta nella loro breve storia ai play-off, dove vennero però eliminati dai Boston Celtics.

### La consacrazione
Nel 1974-75 Buffalo chiuse con il terzo miglior record della Lega, 49-33. McAdoo disputò una stagione spettacolare finendo primo nella classifica marcatori (34,5 punti a partita), in quella dei rimbalzi totali (1.155), minuti giocati totali (3.539) e punti totali (2.831). Queste prestazioni gli garantirono il titolo di MVP. Nei playoff però i Braves vennero sconfitti da Washington in sette gare. Bob vinse per la terza volta consecutiva la classifica marcatori nel 1975-76 con 31,1 punti a partita e Buffalo vinse per la prima volta una serie di playoff ai danni di Philadelphia, ma venne di nuovo eliminata dai Boston Celtics, che avrebbero poi vinto il titolo.

### I primi problemi
McAdoo cominciò a sentirsi insoddisfatto e si lamentò dell'insufficiente attenzione che i media concedevano alla sua città. A metà della stagione 1975-76 venne sospeso dal presidente Paul Snyder per aver rifiutato un controllo medico dopo aver saltato una partita. Questo episodio complicò la relazione tra il giocatore ed il suo club. Infatti a metà della stagione successiva venne ceduto ai New York Knicks, dove rimase per un solo anno. Cominciò qui una lunga serie di trasferimenti: giocò per i Boston Celtics nel 1978-79, per i Detroit Pistons tra il 1979 e il 1981, 10 partite con i New Jersey Nets ed il resto della stagione 1981-82 con i Los Angeles Lakers.

### Gli ultimi anni nella NBA
Bob giocò i suoi ultimi anni nella NBA per i Los Angeles Lakers, squadra in cui arrivò il giorno della vigilia di Natale del 1981. Nella franchigia californiana militò per tre stagioni e mezza e offri un prezioso contributo dalla panchina: vinse infatti due titoli e una terza volta arrivò alla finale, che i Lakers persero di fronte ai fortissimi Philadelphia 76ers di Julius Erving e Moses Malone. Ma nuove delusioni lo stavano aspettando. I Lakers decisero di puntare sui giovani e non esercitarono l'opzione del prolungamento del suo contratto. Così passò l'estate e l'autunno del 1985 a negoziare con i 76ers, che lo ingaggiarono per la seconda metà della stagione. Per la squadra della "Città dell'amore fraterno" giocò 29 partite.

### Gli anni in Italia

Bob McAdoo con la maglia del Tracer

Non volendosi ritirare e non essendo soddisfatto dell'offerta di Philadelphia, McAdoo firmò con l'Olimpia Milano, su esplicita richiesta del coach milanese Dan Peterson suo grande estimatore.. A 35 anni e al suo primo anno in Europa spinse la squadra milanese, all'epoca denominata Tracer in omaggio allo sponsor, alla conquista del campionato italiano e di quello europeo con numeri straordinari (media di 26 punti a partita e 10 rimbalzi). L'anno successivo la Tracer è di nuovo campione d'Europa, arriva per la settima volta consecutiva alla finale scudetto  dove però sarà sconfitta dalla Scavolini Pesaro. Nel 1989 la Philips Milano vince lo scudetto in una memorabile e tiratissima gara 5 a Livorno: In quella partita l’ormai trentottenne McAdoo si distinguerà non tanto per il suo impatto offensivo meno devastante del solito ma per un incredibile tuffo sul parquet, a due minuti dalla fine, che impedì un facile canestro in contropiede alla squadra livornese.
La sua esperienza italiana si chiude dopo sette anni passati tra Milano, Forli e Fabriano con medie complessive di 27 punti e 9 rimbalzi. Si ritirò nel 1993 all'età di 41 anni.

## Statistiche
| † | Denota una stagione in cui ha vinto il titolo NBA |
| * | Primo nella lega                                  |
| * | Record                                            |

### NBA

#### Regular Season
| Anno       | Squadra            | PG  | PT | MP    | TC%   | 3P%  | TL%  | RP   | AP  | PRP | SP  | PP    |
| ---------- | ------------------ | --- | -- | ----- | ----- | ---- | ---- | ---- | --- | --- | --- | ----- |
| 1972-1973  | Buffalo Braves     | 80  | -  | 32,0  | 45,2  | -    | 77,4 | 9,1  | 1,7 | -   | -   | 18,0  |
| 1973-1974  | Buffalo Braves     | 74  | -  | 43,0  | 54,7* | -    | 79,3 | 15,1 | 2,3 | 1,2 | 3,3 | 30,6* |
| 1974-1975  | Buffalo Braves     | 82  | -  | 43,2* | 51,2  | -    | 80,5 | 14,1 | 2,2 | 1,1 | 2,1 | 34,5* |
| 1975-1976  | Buffalo Braves     | 78  | -  | 42,7* | 48,7  | -    | 76,2 | 12,4 | 4,0 | 1,2 | 2,1 | 31,1* |
| 1976-1977  | Buffalo Braves     | 20  | -  | 38,4  | 45,5  | -    | 69,6 | 13,2 | 3,3 | 0,8 | 1,7 | 23,7  |
| 1976-1977  | N.Y. Knicks        | 52  | -  | 39,1  | 53,4  | -    | 75,7 | 12,7 | 2,7 | 1,2 | 1,3 | 26,7  |
| 1977-1978  | N.Y. Knicks        | 79  | -  | 40,3  | 52,0  | -    | 72,7 | 12,8 | 3,8 | 1,3 | 1,6 | 26,5  |
| 1978-1979  | N.Y. Knicks        | 40  | -  | 39,9  | 54,1  | -    | 65,1 | 9,5  | 3,2 | 1,6 | 1,2 | 26,9  |
| 1978-1979  | Boston Celtics     | 20  | -  | 31,9  | 50,0  | -    | 67,0 | 7,1  | 2,0 | 0,6 | 1,0 | 20,6  |
| 1979-1980  | Detroit Pistons    | 58  | -  | 36,2  | 48,0  | 12,5 | 73,0 | 8,1  | 3,4 | 1,3 | 1,1 | 21,1  |
| 1980-1981  | Detroit Pistons    | 6   | -  | 28,0  | 36,6  | -    | 60,0 | 6,8  | 3,3 | 1,3 | 1,2 | 12,0  |
| 1980-1981  | N.J. Nets          | 10  | -  | 15,3  | 50,7  | 0,0  | 81,0 | 2,6  | 1,0 | 0,9 | 0,6 | 9,3   |
| 1981-1982† | L.A. Lakers        | 41  | 0  | 18,2  | 45,8  | 0,0  | 71,4 | 3,9  | 0,8 | 0,5 | 0,9 | 9,6   |
| 1982-1983  | L.A. Lakers        | 47  | 1  | 21,7  | 52,0  | 0,0  | 73,0 | 5,3  | 0,8 | 0,9 | 0,9 | 15,0  |
| 1983-1984  | L.A. Lakers        | 70  | 0  | 20,8  | 47,1  | 0,0  | 80,3 | 4,1  | 1,1 | 0,6 | 0,7 | 13,1  |
| 1984-1985† | L.A. Lakers        | 66  | 0  | 19,0  | 52,0  | 0,0  | 75,3 | 4,5  | 1,0 | 0,3 | 0,8 | 10,5  |
| 1985-1986  | Philadelphia 76ers | 29  | 0  | 21,0  | 46,2  | -    | 76,5 | 3,6  | 1,2 | 0,3 | 0,6 | 10,1  |
| Carriera   | Carriera           | 852 | 1  | 33,2  | 50,3  | -    | 75,4 | 9,4  | 2,3 | 1,0 | 1,5 | 22,1  |

#### Playoffs
| Anno     | Squadra            | PG | PT | MP    | TC%  | 3P%  | TL%  | RP   | AP  | PRP | SP  | PP    |
| -------- | ------------------ | -- | -- | ----- | ---- | ---- | ---- | ---- | --- | --- | --- | ----- |
| 1974     | Buffalo Braves     | 6  | -  | 45,2  | 47,8 | -    | 80,9 | 13,7 | 1,5 | 1,0 | 2,2 | 31,7  |
| 1975     | Buffalo Braves     | 7  | -  | 46,7* | 48,1 | -    | 74,0 | 13,4 | 1,4 | 0,9 | 2,7 | 37,4* |
| 1976     | Buffalo Braves     | 9  | -  | 45,1* | 45,1 | -    | 70,7 | 14,2 | 3,2 | 0,8 | 2,0 | 28,0  |
| 1978     | N.Y. Knicks        | 6  | -  | 39,7  | 48,4 | -    | 60,0 | 9,7  | 3,8 | 1,2 | 2,0 | 23,8  |
| 1982†    | L.A. Lakers        | 14 | -  | 27,7  | 56,4 | -    | 68,1 | 6,8  | 1,6 | 0,7 | 1,5 | 16,7  |
| 1983     | L.A. Lakers        | 8  | -  | 20,8  | 44,0 | 33,3 | 78,6 | 5,8  | 0,6 | 1,4 | 1,3 | 10,9  |
| 1984     | L.A. Lakers        | 20 | -  | 22,4  | 51,6 | 0,0  | 70,4 | 5,4  | 0,6 | 0,6 | 1,4 | 14,0  |
| 1985†    | L.A. Lakers        | 19 | 0  | 20,9  | 47,2 | 0,0  | 74,5 | 4,5  | 0,8 | 0,5 | 1,4 | 11,4  |
| 1986     | Philadelphia 76ers | 5  | 0  | 14,6  | 55,6 | -    | 87,5 | 2,8  | 0,4 | 0,8 | 1,0 | 10,8  |
| Carriera | Carriera           | 94 | 0  | 28,9  | 49,1 | 25,0 | 72,4 | 7,6  | 1,4 | 0,8 | 1,6 | 18,3  |

## Palmarès

### Club
- Campionato NBA: 2

Los Angeles Lakers: 1982, 1985
- Campionato italiano: 2

Olimpia Milano: 1986-87, 1988-89
- Coppa Italia: 1

Olimpia Milano: 1986-87
- Coppa dei Campioni: 2

Olimpia Milano: 1986-87, 1987-88
- Coppa Intercontinentale: 1

Olimpia Milano: 1987

### Individuale
- NBA MVP: 1

1974-75
- NBA Rookie of the Year Award: 1

1972-73
- NBA All-Rookie Team: 1

1972-73
- Miglior marcatore NBA: 3

1973-74, 1974-75, 1975-76
- All-NBA Team: 2

First Team:: 1974-75
Second Team: 1973-74
- NBA All-Star Game: 5

1974, 1975, 1976, 1977, 1978
- Euroleague Final Four MVP: 1

1987-88
- 1 volta maggior numero di rimbalzi totali in stagione NBA
- Inserito nel NBA 75th Anniversary Team
- Inserito nella Naismith Memorial Basketball Hall of Fame nel 2000